# Mustjala
Mustjala (in tedesco Mustelhof) era un comune rurale dell'Estonia occidentale, nella contea di Saaremaa. Il centro amministrativo era l'omonima località (in estone küla).
È stato soppresso nel 2017 in seguito alla fusione di tutti i comuni dell'isola nel nuovo comune di Saaremaa.

## Località
Oltre al capoluogo il comune comprende altre 20 località:
Järise - Jauni - Kiruma - Küdema - Kugalepa - Liiküla - Liiva - Merise - Mustjala - Ninase - Ohtja - Paatsa - Pahapilli - Panga - Rahtla - Selgase - Silla - Tagaranna - Tuiu - Vanakubja - Võhma